# Virgile Ahouansè
Virgile Ahouansè  est un journaliste béninois et directeur de l'information de la web radio Crystal News.

## Biographie

### Affaire Ahouansè-CRIET

#### Convocation
En réponse à la convocation  suivie d'une garde à vue de la  par la Brigade Criminelle  de Cotonou du 19 décembre 2022, le journaliste Virgile est assisté par des avocats et membres d'Amnesty International  le 20 décembre 2022. Dans une enquête sur des présumés exécutions extrajudiciaires de la police républicaine à Porto-Novo, le journaliste  Virgile est accusé d'avoir publié des fausses informations.
Le journaliste Virgile est déféré le 22 décembre 2022 à la Cour de Répression des Infractions Economiques et du Terrorisme (CRIET), recouvre sa liberté et est placé sous convocation,. Son procès est prévu pour le 13 février 2023 .
Comparu devant la CRIET, deux chefs d'accusations pèsent contre Virgile et ses coaccusés à savoir : ″Diffusion par voie électronique de fausses informations affectant la tranquillité publique et complices de diffusion″ . 